# San Ignacio Miní

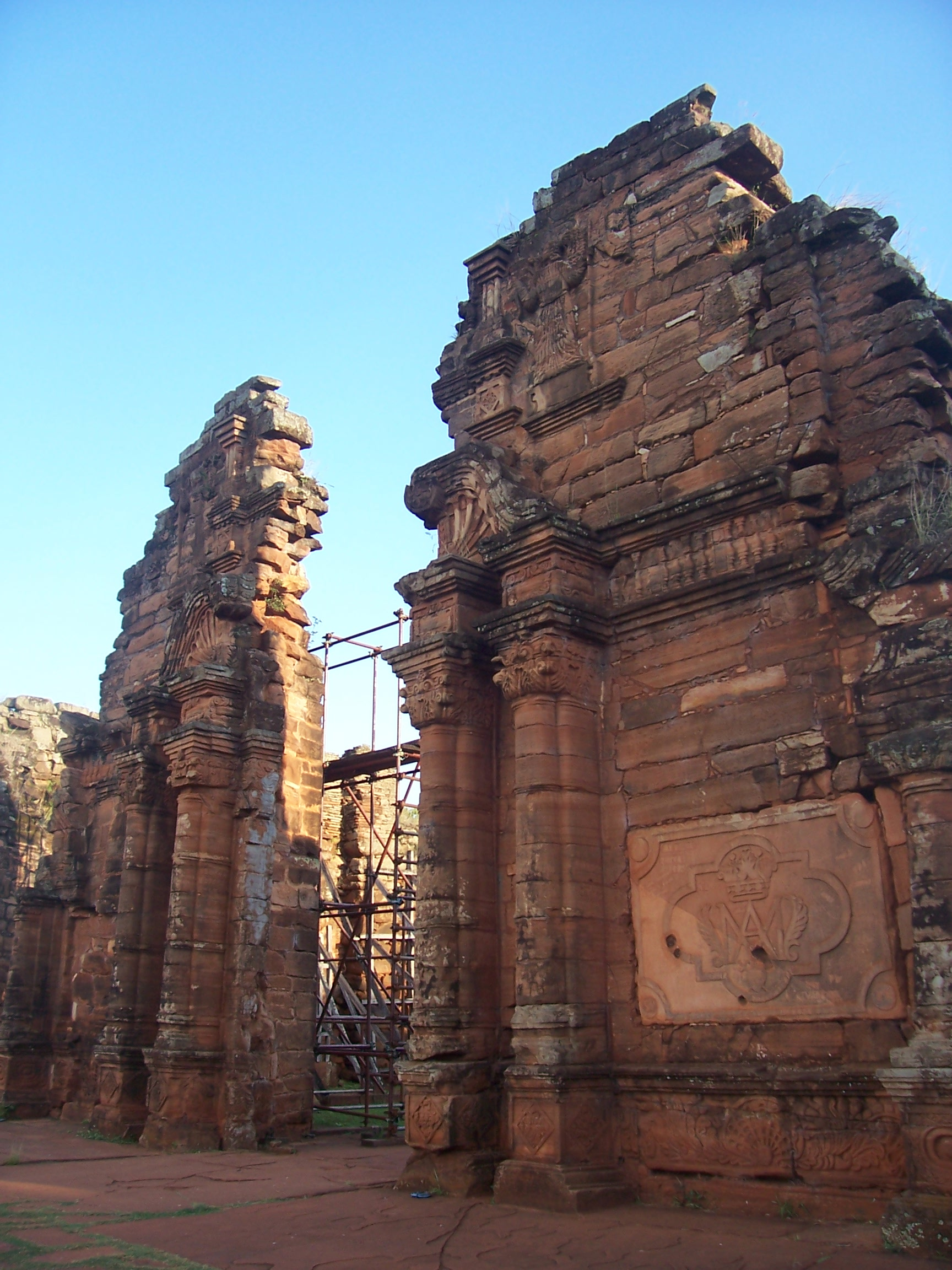
I resti dell'entrata della chiesa

San Ignacio Miní fu una delle numerose missioni della Compagnia di Gesù, fondata nel 1632 in Argentina durante la Colonizzazione europea delle Americhe. Essa si trova nella parte nord-orientale del paese, vicino alla città di San Ignacio nella provincia di Misiones.
Dal punto di vista strettamente archeologico, San Ignacio Miní è considerata da molti l'esempio meglio conservato delle 30 missioni fondate dai gesuiti in un territorio che ora si trova a cavallo di Argentina, Brasile e Paraguay. In essa sono presenti particolari architettonici e scultorei tipici dello stile chiamato "barocco dei Guaraní".
Riscoperta nel 1897, la missione divenne famosa dopo che il poeta Leopoldo Lugones guidò una spedizione di ricerca nella regione nel 1903; negli anni quaranta cominciarono i lavori di restauro, che però non sono ancora stati ultimati.
L'edificio principale della missione di San Ignacio è la chiesa monumentale, costruita dall'architetto italiano Juan Brasanelli: essa è lunga 74 metri e larga 24, con muri spessi due metri costruiti in arenaria rossa e pavimenti di piastrelle. Essa domina l'antica piazza della missione e venne decorata da artigiani Guaranì. Il complesso adiacente comprendeva una cucina, una sala pranzo, scuole e laboratori, oltre ai quartieri dei religiosi e al cimitero. Intorno alla piazza si trovano anche le abitazioni di 200 antichi abitanti di etnia Guaranì (all'epoca della maggior fioritura della missione, nel 1733, essi erano circa 4.000).
Le rovine oggi ospitano il Museo Jesuítico de San Ignacio Miní. Nel 1984 la missione entrò a far parte dell'elenco dei Patrimoni dell'umanità dell'UNESCO, insieme ad altre missioni gesuitiche della zona (Santa Ana, Nuestra Señora de Loreto e Santa Maria la Mayor in Argentina, São Miguel das Missões in Brasile).